# Heinrich Riso
Heinrich „Heino“ Riso (* 30. Juni 1882 in Leipzig; † 11. Dezember 1964 ebd.) war ein deutscher Fußballspieler.

## Karriere

### Vereine
Riso gehörte dem VfB Leipzig an, für den er von 1901 bis 1912 in den vom Verband Mitteldeutscher Ballspiel-Vereine organisierten Meisterschaften durchgängig im Gau Nordwestsachsen seine Punktspiele bestritt. Während seiner Vereinszugehörigkeit gewann er siebenmal die Gaumeisterschaft Nordwestsachsen, viermal die Mitteldeutsche Meisterschaft und zweimal die Deutsche Meisterschaft. Im ersten Meisterschaftsfinale  im deutschen Vereinsfußball, bei dem am 31. Mai 1903 auf der Exerzierweide in Altona der DFC Prag mit 7:2 besiegt wurde, erzielte er drei Tore. Das am 27. Mai 1906 in Nürnberg gegen den 1. FC Pforzheim ausgetragene Finale um die deutsche Meisterschaft entschied er mit seinem Siegtreffer zum 2:1 in der 85. Minute.

### Nationalmannschaft
Riso bestritt zwei Länderspiele für die A-Nationalmannschaft:  am 7. Juni 1908 in Wien bei der 2:3-Niederlage gegen die österreichische Nationalmannschaft und am 4. April 1909 in Budapest beim 3:3 gegen die ungarische Nationalmannschaft.
Beim 21. Aufeinandertreffen zwischen Deutschland und Ungarn am 22. Dezember 1957 in Hannover gehörte Riso neben dem ebenfalls Leipziger Camillo Ugi als Spieler bei diesem ersten Duell zwischen den beiden Nationalmannschaften zu den vom DFB eingeladenen Gästen.

## Erfolge
- Deutscher Meister 1903, 1906
- Mitteldeutscher Meister 1903, 1907, 1910, 1911
- Meister Gau Nordwestsachsen 1903, 1904, 1906, 1907, 1909, 1910, 1911

## Sonstiges
Riso wird in der gängigen Literatur häufig auch als „Riso I“ bezeichnet, da Hans Riso, seinerzeit Torwart des FC Wacker 1895 Leipzig, mit „Riso II“ bezeichnet wurde; beide Risos sind jedoch nicht miteinander verwandt.